# The rocket gold star
- THE ROCKET GOLD STAR

the rocket gold star（ザ・ロケット・ゴールド・スター、1969年 - ）はイラストレーター。本名は山崎 秀昭（やまさき ひであき）。兵庫県神戸市出身。大阪芸術大学美術学部卒。1997年より、キャラクターデザイン、広告デザインなどを制作、他に短編アニメーションなども手がける。

## 経歴

### 受賞歴
- 新聞広告賞　銀賞
- 東京糸井重里事務所　第1回ほぼ日まんが大賞　入選
- 第10回文化庁メディア芸術祭　まんが部門　審査員会推薦作品
- 神戸新聞広告賞　カラー広告銀賞
- 第27回新聞広告賞　新聞広告賞（広告主企画部門）

### 書籍
- 2009年『なまえのことばえじてん』
- 2009年『うごきのことばえじてん』（ひかりのくに）
- 2012年『発想力を鍛える2コマ漫画カード たこマン』（小学館）
- 2015年『おいしいおふろやさん』（教育画劇）
- 2015年『てあらいにんじゃバイキンバイバイ！』（フレーベル館）
- 2016年『チンプンカンプンのおともだち！』（出版ワークス）
- 2019年『２コマ漫画ワン・ツーパンチ！』（出版ワークス）
- 2020年『ぬりえであいうえお』（ひかりのくに）
- 2024年『ドコッチとココッチのぜんぶ見つけてはいけないまちがいさがし』（KADOKAWA）
- 2024年『頭がよくなる 超いじわる まちがいさがし』（イースト・プレス）

### 仕事遍歴
- 江崎グリコ「ビスコ」キャラクター乳酸菌くん（にゅうさんきんくん）パッケージイラスト
- サイゼリヤ　キッズメニュー間違い探し
- 六甲バター「QBBチーズ」キャラクター　Qちゃん
- 東京糸井重里事務所　ほぼ日アンケート　キャラクター
- 神戸市立須磨海浜水族園キャラクター
- 神戸市環境局　ごみ分別キャラクター　ワケトン
- 朝日新聞出版『ジュニアエラ』で2コマまんが
- 久留米大学病院小児科フロアービジュアル制作
- JR環状線高架下プロジェクト壁画制作
- 神戸マラソン公式ビジュアル
- 水都大阪公式ビジュアル
- 北野天満神社　境内図ポスター
- 柳原蛭子神社「十日えびす」ポスター
- 兵庫県消費生活総合センター
- 神戸新聞「2020年度神戸新聞販売促進ポスター」

### 参加
- THE14thMOON
- マニフェストギャラリ－
- ギャラリーセンティニアル個展など